# Dzjavachetiplatån
Dzjavachetiplatån (georgiska: ჯავახეთის ზეგანი, Dzjavachetis zegani) är en platå i södra Georgien.